# La leggenda di Genoveffa
La leggenda di Genoveffa è un film del 1952 diretto da Arthur Maria Rabenalt, tratto dalla Legenda Aurea di Jacopo da Varazze.
Venne distribuito anche col titolo La vendetta di Brabante.

## Produzione
Girato negli stabilimenti I.C.E.T. di Milano.

## Distribuzione
Il film venne distribuito nel circuito cinematografico italiano il 6 febbraio del 1952.

## Altre Versioni
- Genoveffa - Il figlio della foresta, regia di Giulio Amauli (1933)
- Genoveffa di Brabante, regia di Primo Zeglio (1947)
- Genoveffa di Brabante, regia di José Luis Monter (1964)